# Cats & Dogs – Wie Hund und Katz
Cats & Dogs – Wie Hund und Katz (Originaltitel: Cats & Dogs) ist eine Filmkomödie aus dem Jahr 2001 von Regisseur Lawrence Guterman. 2010 erschien eine Fortsetzung unter dem Titel Cats & Dogs: Die Rache der Kitty Kahlohr. Der dritte Teil, Cats & Dogs 3 – Pfoten vereint!, wurde 2020 veröffentlicht.

## Handlung
Ohne dass es die Menschen ahnen, führen Hunde und Katzen einen erbitterten Kampf gegeneinander. Die Katzen unter der Führung des Katers Mr. Tinkles wollen die Weltherrschaft an sich reißen. Die Hunde versuchen dies mit allen Mitteln zu verhindern. Als Agenten einer geheimen Organisation treten sie den Katzen entgegen. Um die Organisation geheim zu halten, spielen sie ihren Herrchen jedoch eine primitive, weniger entwickelte Rolle vor und sprechen nur untereinander, nicht in Gegenwart der Menschen.
Der menschliche Professor Brody arbeitet an einem Mittel gegen Hundeallergie. Da das Gelingen dieser Arbeit den Hunden einen entscheidenden Vorteil bringen würde, wird er und seine Familie rund um die Uhr von Agentenhunden überwacht, um sie gegen Übergriffe der Katzen zu schützen. Der Versuch, einen Agentenhund in die Familie einzuschleusen scheitert, stattdessen kommt der unausgebildete Welpe Lou in die Familie. Da sich die Versuche der Katzen häufen, an das mittlerweile fertiggestellte Mittel zu kommen, fehlt den Hunden die Zeit, Lou gegen einen professionellen Agenten auszutauschen und so muss er die Aufgabe übernehmen.
Den Katzen gelingt es, die Familie Brody zu entführen und an die Formel des Mittels zu gelangen. Sie wollen die Formel umkehren, sodass das Mittel anstatt eine Allergie zu verhindern, diese auslöst. Mäuse sollen die Menschen mit dem Mittel auf der ganzen Welt infizieren.
Die Agenten der Hunde stürmen die Fabrik von Mr. Mason, welche Mr. Tinkles und seine Katzen übernommen hatten, um das Mittel zu produzieren. Als die Fabrik explodiert, scheint es, als ob Lou dabei stirbt. Er überlebt und spricht erstmals zu Scotty, dem er sagt, dass er sein Freund ist.
Den Hunden gelingt es, den teuflischen Plan der Katzen zu verhindern und Mr. Tinkles lebt fortan bei Mr. Masons Hausangestellter Sophie und ihren Schwestern, die ihn dazu zwingen, merkwürdige Kleidung zu tragen.

## Synchronisation
| Rollenname          | Spezies                    | Darsteller                     | deutsche Stimme     |
| ------------------- | -------------------------- | ------------------------------ | ------------------- |
| Professor Brody     | Mensch                     | Jeff Goldblum                  | Arne Elsholtz       |
| Mrs. Brody          | Mensch                     | Elizabeth Perkins              | Susanna Bonasewicz  |
| Scotty Brody        | Mensch                     | Alexander Pollock              | Filipe Pirl         |
| Sophie              | Mensch                     | Miriam Margolyes               | Marianne Groß       |
| Mr. Mason           | Mensch                     | Myron Natwick                  | (keine Sprechrolle) |
| Lou                 | Beagle                     | Tobey Maguire (Stimme)         | Oliver Petszokat    |
| Butch               | Anatolischer Hirtenhund    | Alec Baldwin (Stimme)          | Heiner Lauterbach   |
| Mr. Tinkles         | Perserkatze                | Sean Hayes (Stimme)            | Rufus Beck          |
| Ivy                 | Saluki                     | Susan Sarandon (Stimme)        | Hannelore Elsner    |
| Peek                | Chinesischer Schopfhund    | Joe Pantoliano (Stimme)        | Ilja Richter        |
| Sam                 | Bobtail                    | Michael Clarke Duncan (Stimme) | Stefan Fredrich     |
| Jacada              | Bodyguard Katze (getigert) | Jon Lovitz (Stimme)            | Michael Nowka       |
| Der Mastiff         | Mastiff                    | Charlton Heston (Stimme)       |                     |
| russisches Kätzchen | Russisch Blau              | Glenn Ficarra (Stimme)         | Manfred Krug        |

## Altersfreigabe
Da Cats & Dogs von der FSK eine Freigabe ab 12 Jahren bekam, die Zielgruppe des Films jedoch unter 12 gedacht war, musste der Film um 41 Sekunden geschnitten werden, um eine Freigabe ab 6 Jahren zu bekommen. Auf VHS und DVD wurde Cats & Dogs nur in der geschnittenen Fassung veröffentlicht. Im Jahr 2010 wurde der Film schließlich neu geprüft und ab 6 Jahren freigegeben. Die deutsche Blu-ray enthielt erstmals die völlig unzensierte Fassung des Films.

## Hintergrund
- Die Dreharbeiten begannen am 19. Juni 2000 und endeten am 17. November 2000. Gedreht wurde in Vancouver und Victoria.
- Die Produktionskosten wurden auf rund 60 Millionen US-Dollar geschätzt. Der Film spielte in den Kinos weltweit rund 200 Millionen US-Dollar ein, davon rund 93 Millionen US-Dollar in den USA und rund 4,8 Millionen US-Dollar in Deutschland.
- Kinostart in den USA war am 4. Juli 2001, in Deutschland am 19. Juli 2001.

## Kritiken
- Markus Ostertag schrieb auf moviemaze.de: „Die Geschichte und die Grundidee dahinter wissen durchaus zu gefallen. […] Doch leider macht dieser Aspekt alleine noch keinen guten Film. Fehlen die dazugehörigen Charaktere und eine witzige und knackig erzählte Handlung, so kann auch ein noch so guter Einfall nicht über eine Laufzeit von fast 90 Minuten retten. […] Die Charaktere sind oberflächlich und entwickeln sich über den Verlauf der Handlung nicht nennenswert weiter. […] Kindern wird dies sicherlich gefallen, da sie sich damit auch ein Stück weit identifizieren können, aber für Erwachsene fehlt hier einfach das gewisse Etwas.“[5]
- Reinhard Bradatsch schrieb auf allesfilm.com: „Bei Aussprüchen wie „Diesem Flohbeutel geht jetzt bestimmt die Düse“ (die deutsche Synchronisation hat auch hier wieder ganze Arbeit geleistet) ist man schließlich sogar geneigt, den stereotypen Anspielungen auf russische Kampfmaschinen und chinesische Tierparlamentsabgeordnete, die Menschenrechte mit Füßen treten, etwas Positives abzugewinnen. Doch Autor John Requas´ ironische Klinge ist abgestumpft und, wenn überhaupt, nur lethargisch in Aktion. Die Knochenarbeit hat man lieber den Animatoren und Computerdesignern überlassen. Fazit: Statt pfiffiger Dialoge gibt´s kalte Action vom Fließband.“[6]
- Der Spiegel: „Zwischen Hunden und Katzen entbrennt eine Hightech-Schlacht um die Herrschaft. So weit, so putzig, doch das aus Realfilm, Tierpuppentricks und Computereffekten aufwendig zusammengesetzte Lustspiel […] verhackstückt selbst die gelungenen Gags zu einer Handlungspampe, die auch der Tierfreund nur als Zelluloid-Hundefutter bezeichnen kann.“[7]
- Lexikon des internationalen Films: „Turbulentes Trickfilm-Abenteuer mit parodistischen Anleihen beim aktuellen Agenten- und Actionkino. Sich weitgehend im Rahmen üblicher Familienfilme bewegend, schlägt sich der Film ganz auf die Seite der Hunde, wobei sein Reiz vor allem bei den per Tierdressur, Puppenspiel und Computertrick ansprechend animierten Vierbeinern liegt.“[8]

## Auszeichnungen
- John Debney gewann für die Filmmusik einen ASCAP-Award 2002.
- Die Deutsche Film- und Medienbewertung FBW in Wiesbaden verlieh dem Film das Prädikat wertvoll.
- Charlton Heston gewann den Negativpreis Goldene Himbeere 2002 in der Kategorie Schlechtester Nebendarsteller für seine Sprechrolle in diesem Film sowie Planet der Affen und Stadt, Land, Kuss.